# Bahnhof Frankfurt (Main) Galluswarte
Der Bahnhof Frankfurt (Main) Galluswarte ist ein S-Bahnhof im Westen der Innenstadt von Frankfurt am Main. Er liegt im Zentrum des Stadtteils Gallus am namensgebenden Platz Galluswarte und gehört zu den wichtigsten Nahverkehrsknoten in den westlichen Innenstadtbezirken.

## Ausstattung

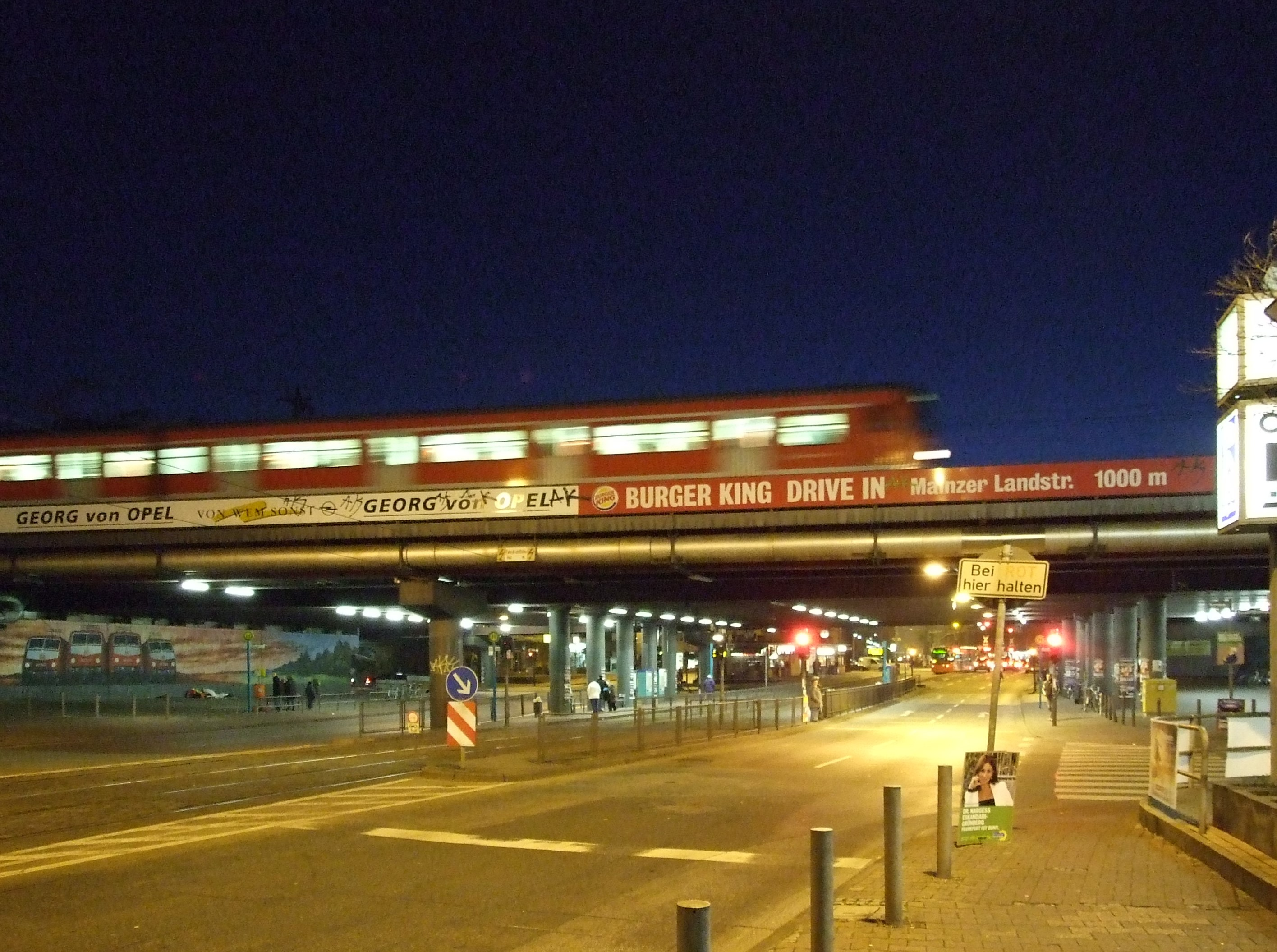
Eine S-Bahn bei der Einfahrt in die Station, oberhalb der Mainzer Landstraße

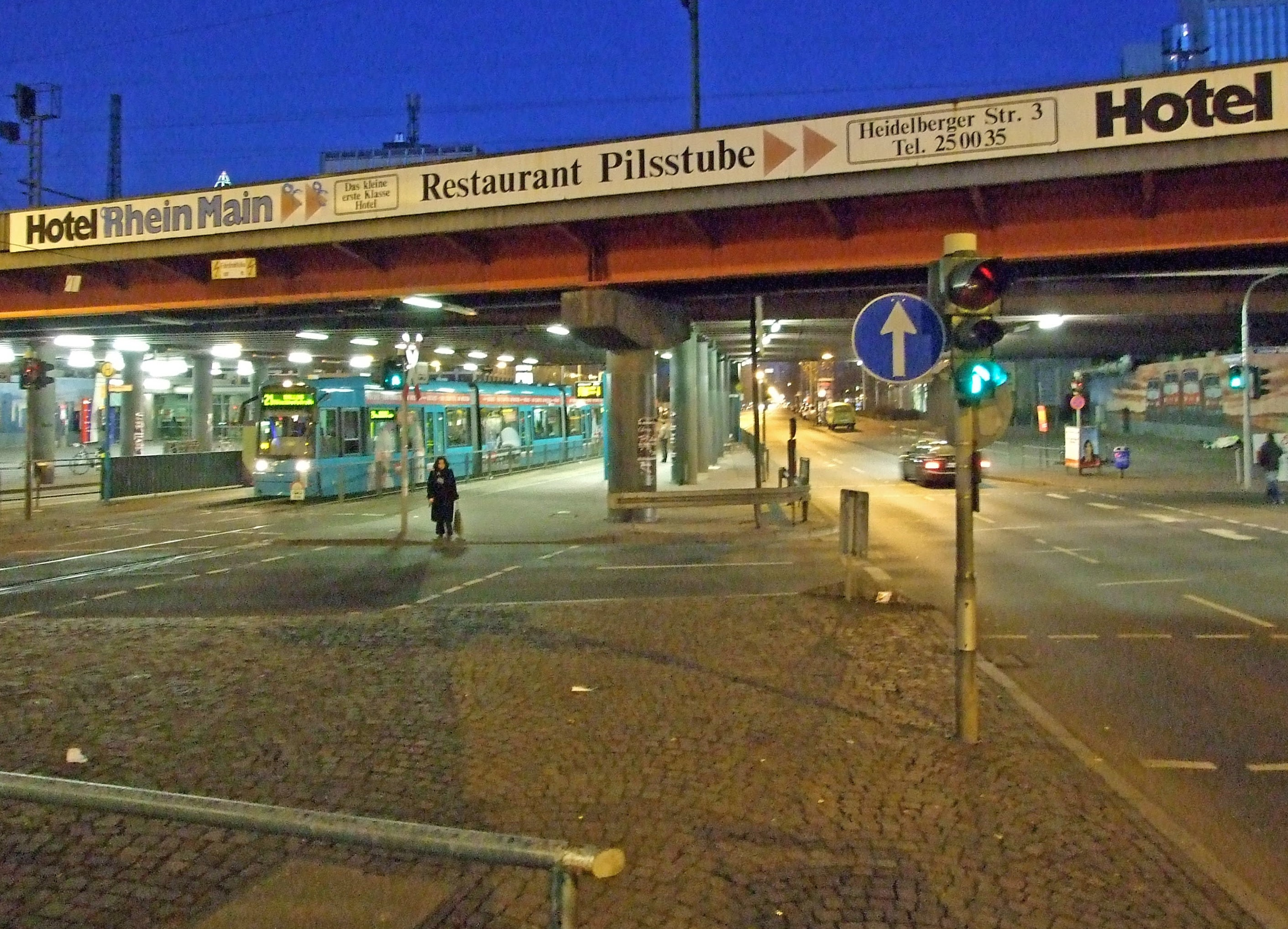
Die Straßenbahnhaltestelle liegt unmittelbar unter dem S-Bahnhof.

Die Station wurde am 28. Mai 1978 eröffnet und gehört zur Preisklasse 4. Sie besteht aus zwei Bahnsteiggleisen an der Homburger Bahn, die an einem 96 Zentimeter hohen Mittelbahnsteig liegen, und zwei Durchfahrgleisen der Main-Weser-Bahn. Dort stößt ein – inzwischen stillgelegter – Abzweig vom Hauptgüterbahnhof auf die Strecke. Am Südende des Bahnhofs teilt sich die Main-Weser-Bahn in die Rampen zum Hauptbahnhof, die Verbindung zur Bahnstrecke Frankfurt am Main–Heidelberg sowie die Verbindung zur Taunus-Eisenbahn.

## Lage
Die Station befindet sich in Hochlage an der Günderrodestraße und reicht von der Mainzer Landstraße bis zur Frankenallee. Über Fahrtreppen ist der Bahnsteig über die beiden Straßen zu erreichen.

## Anbindung
Der Bahnhof wird ausschließlich von S-Bahnen der Linien S3, S4, S5 und S6 bedient. Die Intercity- und Regionalzüge fahren auf der Main-Weser-Bahn durch. Hier sind keine Bahnsteige vorhanden.
Unterhalb der Station, an der Mainzer Landstraße, besteht Umsteigemöglichkeit in die dort verkehrenden Straßenbahnlinien 11, 14 und 21 sowie zu den Buslinien 52 und 87. Über das Umsteigen von der Straßenbahn an der Galluswarte sind das westliche Gallus und das nördliche Griesheim an das Frankfurter Schnellbahnnetz angebunden.
| Linie | Verlauf | Takt |
| ----- | --- | --- |
| S3    | Bad Soden (Taunus) – Sulzbach (Taunus) Nord – Schwalbach a Ts (Limes) – Schwalbach a Ts (Limes) Nord – Niederhöchstadt – Eschborn – Eschborn Süd – Frankfurt-Rödelheim – Frankfurt (Main) West – Frankfurt am Main Messe – Frankfurt (Main) Galluswarte – Frankfurt (Main) Hbf tief – Frankfurt (Main) Taunusanlage – Frankfurt (Main) Hauptwache – Frankfurt (Main) Konstablerwache – Frankfurt (Main) Ostendstraße – Frankfurt (Main) Lokalbahnhof – Frankfurt (Main) Süd | 30 min |
| S4    | Kronberg (Taunus) – Kronberg Süd – Niederhöchstadt – Eschborn – Eschborn Süd – Frankfurt-Rödelheim – Frankfurt (Main) West – Frankfurt am Main Messe – Frankfurt (Main) Galluswarte – Frankfurt (Main) Hbf tief – Frankfurt (Main) Taunusanlage – Frankfurt (Main) Hauptwache – Frankfurt (Main) Konstablerwache – Frankfurt (Main) Ostendstraße – Frankfurt (Main) Lokalbahnhof – Frankfurt (Main) Süd | 30 min |
| S5    | Friedrichsdorf (Taunus) – Seulberg – Bad Homburg – Oberursel (Taunus) – Oberursel-Stierstadt – Oberursel-Weißkirchen/Steinbach – Frankfurt-Rödelheim – Frankfurt (Main) West – Frankfurt am Main Messe – Frankfurt (Main) Galluswarte – Frankfurt (Main) Hbf tief – Frankfurt (Main) Taunusanlage – Frankfurt (Main) Hauptwache – Frankfurt (Main) Konstablerwache – Frankfurt (Main) Ostendstraße – Frankfurt (Main) Lokalbahnhof – Frankfurt (Main) Süd | 30 min 15 min (Bad Homburg–Frankfurt Süd werktags) |
| S6    | (Friedberg (Hess) – Bruchenbrücken – Nieder-Wöllstadt – Okarben –) Groß Karben – Dortelweil – Bad Vilbel – Bad Vilbel Süd – Frankfurt-Berkersheim – Frankfurt-Frankfurter Berg – Frankfurt-Eschersheim – Frankfurt-Ginnheim – Frankfurt (Main) West – Frankfurt am Main Messe – Frankfurt (Main) Galluswarte – Frankfurt (Main) Hbf tief – Frankfurt (Main) Taunusanlage – Frankfurt (Main) Hauptwache – Frankfurt (Main) Konstablerwache – Frankfurt (Main) Ostendstraße – Frankfurt (Main) Lokalbahnhof – Frankfurt (Main) Süd – Frankfurt (Main) Stresemannallee – Frankfurt-Louisa – Neu-Isenburg – Dreieich-Buchschlag – Langen Flugsicherung – Langen (Hess) (– Egelsbach – Erzhausen – Darmstadt-Wixhausen – Darmstadt-Arheilgen – Darmstadt Hbf) | 15 min (Groß Karben–Langen montags–freitags, Bad Vilbel–Langen samstags, Bad Vilbel–Frankfurt Süd sonn-/feiertags) 30 min (Friedberg–Groß Karben montags–freitags, Friedberg–Bad Vilbel samstags, sonn-/feiertags und Langen–Darmstadt werktags, Frankfurt Süd–Darmstadt sonn-/feiertags) |